# Комплутенская хроника
Комплутенская хроника (лат. Chronicon Complutense) — составленное на латинском языке историческое сочинение.
Содержится в кодексе на пергаменте из Большого коллегия св. Ильдефонса в Алкала де Энаресе.
Доведена до 1093 года. Содержит сведения по истории Реконкисты в Испании.

## Издания
- Chronicon Complutense // España sagrada, Tomo 23. Madrid. 1767.

## Переводы на русский язык
- Комплутенские анналы в переводе М. В. Нечитайлова на сайте Восточной литературы

- Комплутенские анналы в переводе И. М. Дьяконова на сайте Восточной литературы